# Nomi (przedsiębiorstwo)
Nomi S.A. – nieistniejące już polskie przedsiębiorstwo z siedzibą w Kielcach będące właścicielem sieci supermarketów budowlanych. Od 2007 roku Nomi S.A. wchodziła w skład polskiej grupy kapitałowej zarządzanej przez i4ventures.
W 2002 Nomi miało 39 marketów w miastach średniej wielkości, będąc największą siecią tego typu w Polsce. Udział spółki w rynku „zrób to sam” szacowanym na około 15 mld zł wynosił wówczas 3–4 proc., zysk netto 1,4 mln zł, a przychody – 460 mln zł.
Dnia 28 maja 2011 r. w sklepie w Lesznie doszło do pożaru, który zniszczył cały budynek.
W 2012 roku roczne przychody wynosiły ponad 468 milionów złotych. Przedsiębiorstwo poniosło jednak ponad 10 milionów złotych straty i na skutek załamania się koniunktury na rynku artykułów budowlanych na przełomie 2012 i 2013 roku popadło w kłopoty finansowe. Pod koniec 2013 roku spółka ogłosiła upadłość układową. W 2015 spółka weszła w fazę upadłości likwidacyjnej. W latach 2014–2016 14 lokalizacji po Nomi przejęła sieć sklepów "zrób to sam" Bricomarché, w tym w Pabianicach (4 września 2015), Płocku (2 marca 2016), Siedlcach (6 kwietnia) i Piotrkowie Trybunalskim (16 marca 2016).